# Johann Woltz
Johann Woltz (* um 1550; † 10. September 1618) war Organist in Heilbronn, von wo aus er ein bedeutendes Orgeltabulaturbuch herausgab.

## Leben
Er war ein Sohn des Würzburger Ratsschreibers und Organisten Johann Woltz. Er kam wohl in der ersten Hälfte der 1570er Jahre nach Heilbronn, wo er später das Bürgerrecht besaß. Dort wurde er als Organist angestellt und heiratete 1574 Maria Trapp. Von 1592 an betreute er als Pfarrverwalter einen in Würzburger Besitz befindlichen Pfarrhof in Heilbronn. Im Amt folgte ihm sein Sohn.
Sein Tabulaturbuch umfasst insgesamt drei Bände mit lateinischen und deutschen Motetten, Fugen und Canzonen von Organisten und Komponisten aus Deutschland und anderen Ländern. Das Werk erschien erstmals 1617 bei Johann Jacob Genath in Basel und wird bis in die Gegenwart immer wieder neu aufgelegt, zuletzt als sechsbändige Ausgabe im Cornetto-Verlag. Es gibt auch CD-Einspielungen der Partituren.
Ein originales Exemplar befand sich bis in die 1870er Jahre noch im Besitz der Stadtbibliothek Heilbronn und wurde dann mit anderen Werken aus dem städtischen Musikschatz nach Straßburg gespendet.

## Werke
- Novam Musices Organices Tabulaturam. Basel 1617.